# In the faëry hills
In the faëry hills is een compositie van Arnold Bax. Het draagt de subtitel An sluagh sidhe. Hij voltooide het op 28 juni 1909.
Het is met Into the twilight en Roscatha een van de drie werken die Bax schreef onder de verzamelingnaam Eire (Ierland, het land waar Bax verknocht aan was. Bax schreef zelf over het werk: "I got this mood under Mount Brandon with all W B (Yeats)'s magic about me – no credit to me of course because I was possessed by Kerry's self". He wrote in a programme note for the work that he had sought "to suggest the revelries of the 'Hidden People' in the inmost deeps and hollow hills of Ireland". Delen van het werk zijn geïnspireerd op The wanderings of Oisin van William Butler Yeats, dat Bax in 1902 gelezen had en hem uiteindelijk naar Ierland zou brengen.
Henry Wood, die opdracht voor het werk had gegeven, leidde het New Queen’s Hall Orchestra in de première op 30 augustus 1910, een concert dat deel uitmaakte van de Proms-concerten van dat jaar. Het is gezien de datering van het werk onwaarschijnlijk dat Bax het werk speciaal voor die gelegenheid had geschreven of dat hij alleen maar inzond zodat het werk uitgevoerd kon worden. De ontvangst van het werk was wisselend. Het werk zou nog drie maal uitgevoerd worden tijdens de Proms (1938, 1939 en 1941), waarschijnlijk in de gereviseerde vorm uit 1921. Bax droeg het werk op aan Balfour Gardiner, collegacomponist. 
In 2017 zijn er drie opnamen van het werk te koop:
- 1985, februari, Bryden Thomson leidde het Ulster Orchestra in een opname voor Chandos
- 1996, januari: David Lloyd-Jones leidde het Royal Scottish National Orchestra in een opname voor Naxos
- 2005, april: Vernon Handley leidde het BBC Philharmonic in een tweede opname voor Chandos.

Orkestratie:
- 3 dwarsfluiten (III ook piccolo), 2 hobo’s, 1 althobo, 2 klarinetten, 1 basklarinet, 2 fagotten, 1 contrafagot
- 4 hoorns, 3 trompetten, 3 trombones, 1 tuba
- pauken, percussie, celesta
- violen, altviolen, celli, contrabassen